# Paweł Blomberg
Paweł Blomberg (ur. 1 marca 1954) – polski siatkarz, potem trener.
Jako szkoleniowiec pracował m.in. w Czarnych Radom, Skrze Bełchatów i Wifamie Łódź. W 1984 roku pod jego dowództwem radomianie wywalczyli historyczny awans do ekstraklasy.
Od 1 października 2005 do listopada tego samego roku trenował zespół Chemika Bydgoszcz.
Do czerwca 2007 roku prowadził w II lidze drużynę  Szkoły Mistrzostwa Sportowego w Łodzi, gdzie był również koordynatorem do spraw siatkówki męskiej.
Obecnie szkoleniowiec II ligowego Pronaru Parkiet Hajnówka.